# Тати (Гросето)
Тати (итал. Tatti) је насеље у Италији у округу Гросето, региону Тоскана.
Према процени из 2011. у насељу је живело 209 становника. Насеље се налази на надморској висини од 400 м.